# نجيبة عبد الله
نجيبة عبد الله فنانة يمنية مارست التمثيل والغناء والتقديم الإذاعي منذ عام 1989م وحصدت شهرة واسعة في اليمن.

## نبذة عن حياتها
من مواليد مدينة تعز، بدأت رحلتها الفنية بمشاركتها في طفولتها في الأنشطة المدرسية التي كانت تقام في تعز بمناسبة الاحتفالات الوطنية إلى أن بدأت رحلتها بالمشاركة في مسلسل المهر عام 1989م بمشاركة نبيل حزام واستمرت بالعمل في مجال التمثيل حتى منتصف التسعينات حيث انقطعت عن العمل التمثيلي لانشغالها بتربية أبنائها وعادت إليه عام 2013م.
بدايتها الغنائية بدأت منذ العام 1994م عندما نزل أول أشرطتها الغنائية السوق واستمرت بعدها بإنزل شريط سنوي للسوق حتى العام 2010م إلى جانب الكثير من أعمال الدويتو مع فنانين يمنين ومنها أعمال صورها التلفزيون.
كما كانت مذيعة ومعدة برامج في إذاعة تعز  منذ عام 1992م حتى عام 1995م.
حاصلة على دبلوم معلمين وهي متزوجة ولها ولدين.

## أعمال فنية

### مسلسلات
- مسلسل المهر عام 1989م.
- مسلسل دحباش الجزء الأول (1990م) والجزء الثاني (1993م).
- مسلسل حكاية سعدية عام 1994م.
- مسلسل حسن وضعك عام 1995م.
- السهرة التلفزيونية (خال العيال).
- مسلسل الخفافيش عام 2013م.
- مسلسل الطريق.
- مسلسل ثمن الحرية عام 2015م.
- مسلسل كله يهون عام 2016م.
- مسلسل جمهورية كورونا 2020م.
- مسلسل سد الغريب 2020م.
- مسلسل دكان جميلة 2023م.

### من أغانيها
- مطر مطر.
- يا راعية في الجبل.
- يا قادحة.
- الهايمة.